# 네버워즈
《네버워즈》(영어: Neverwas)는 캐나다에서 제작된 조슈아 마이클 스턴 감독의 2005년 판타지 드라마 영화이다. 이언 매켈런, 에런 엑하트, 브리트니 머피 등이 출연하였고, 시드니 키멀 등이 제작에 참여하였다.

## 출연진
- 이언 매켈런
- 에런 엑하트
- 브리트니 머피
- 닉 놀티
- 제시카 랭
- 윌리엄 허트
- 앨런 커밍
- 비라 파미가
- 빌 벨러미
- 마이클 모리아티
- 젠 테일러

## 기타 제작진
- 라인 제작: 데버라 게이블러
- 공동 제작: 에런 엑하트, 카스틴 H.W. 로렌즈
- 배역: 어맨다 매키 존슨, 캐시 샌드리치 겔펀드
- 미술: 숀 하그리브스
- 의상: 모니크 프뤼돔